# اندیس سیاه گرگان
سیاه گرگان یک اندیس فلزی است که در حوالی شهر شمیل استان هرمزگان قرار دارد و مادهٔ معدنی موجود در آن، مس است.سنگ میزبان این اندیس سنگهای دگرگونی است و دیرینگی آن به دوران پرکامبرین می‌رسد. در این اندیس، پاراژنز‌های پیریت، مالاکیت ، آزوریت یافت می‌شوند.